# William Langland

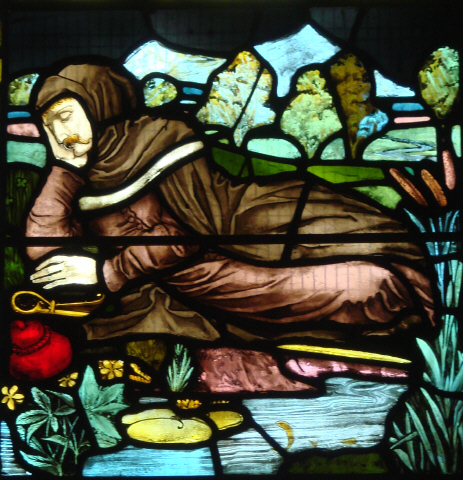
William Langland, Bleiglasmalerei, Pfarrkirche St. Mary the Virgin, in Cleobury Mortimer, Shropshire

William Langland (* ca. 1330; † 1387) war einer der bedeutendsten mittelenglischen Dichter.

## Leben
Über das Leben Langlands ist nur wenig bekannt, sein Name kann nur aus dem ihm zugeschriebenen Werk Piers Plowman abgeleitet werden. Dieses zählt neben den Werken Geoffrey Chaucers, Sir Gawain and the Green Knight und Layamons Brut zu den bedeutendsten Werken der mittelenglischen Dichtkunst.
Allgemein wird vermutet, dass Langland Anfang der 1330er-Jahre in den westlichen Midlands geboren wurde. Der regionale Ursprung Langlands lässt sich aus dem Dialekt eines seiner Manuskripte ableiten. Der Text enthält zudem Anspielungen auf die Malvern Hills, eine Landschaft im südwestlichen Worcestershire. Auch das Todesjahr lässt sich nur indirekt ermitteln. So enthält eine Manuskript-Abschrift eines gewissen John But aus dem Jahr 1387 eine Anspielung auf den erst kürzlichen Tod des Autors.
Insgesamt müssen aber alle Angaben zum Leben Langlands in den Manuskripten des Piers Plowman mit Vorsicht genossen werden, da es sich bei diesem Werk um eine Traumdeutung handelt und nicht klar zwischen der Figur des Plowman und dem Autor unterschieden werden kann.
In einem der Manuskripte des Piers Plowman findet sich die älteste namentlich Erwähnung von Robin Hood.